# Keith Crofford
Keith Crofford (Tuscaloosa, 14 de abril de 1956) é o ex-vice-presidente executivo de produção para o Adult Swim, a divisão orientada para adultos do Cartoon Network, e gerente geral da Williams Street. Ele foi produtor executivo de várias produções internas da Williams Street, tais como Space Ghost Coast to Coast, Aqua Teen Hunger Force, The Brak Show e Squidbillies. Ele também serviu como produtor executivo de produções externas da Williams Street, tais como Sealab 2021, Robot Chicken, Tom Goes to the Mayor, Minoriteam, e Moral Orel. Crofford também foi o executivo responsável pela produção de The Venture Bros., do Adult Swim. Mais recentemente, ele trabalhou na produção de animação do Adult Swim, Primal; por seu trabalho no episódio "Plague of Madness", ele foi listado como ganhador do Prêmio Emmy de Melhor Programa de Animação.
Crofford nasceu em Tuscaloosa, Alabama, e frequentou a Universidade Estadual da Flórida de 1974 até 1978.
Em 1996, Crofford dublou MOE 2000, um insensível diretor de informática, em um episódio, "$20,01", de Space Ghost Coast to Coast no Cartoon Network. Ele também dublou a si mesmo em Robot Chicken quatro vezes de 2005 até 2008 no Adult Swim.
Em dezembro de 2020, Crofford aposentou-se da empresa.